# Hospitium

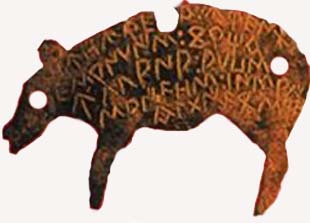
Tésera de hospitalidad celtíbera, procedente de Uxama.

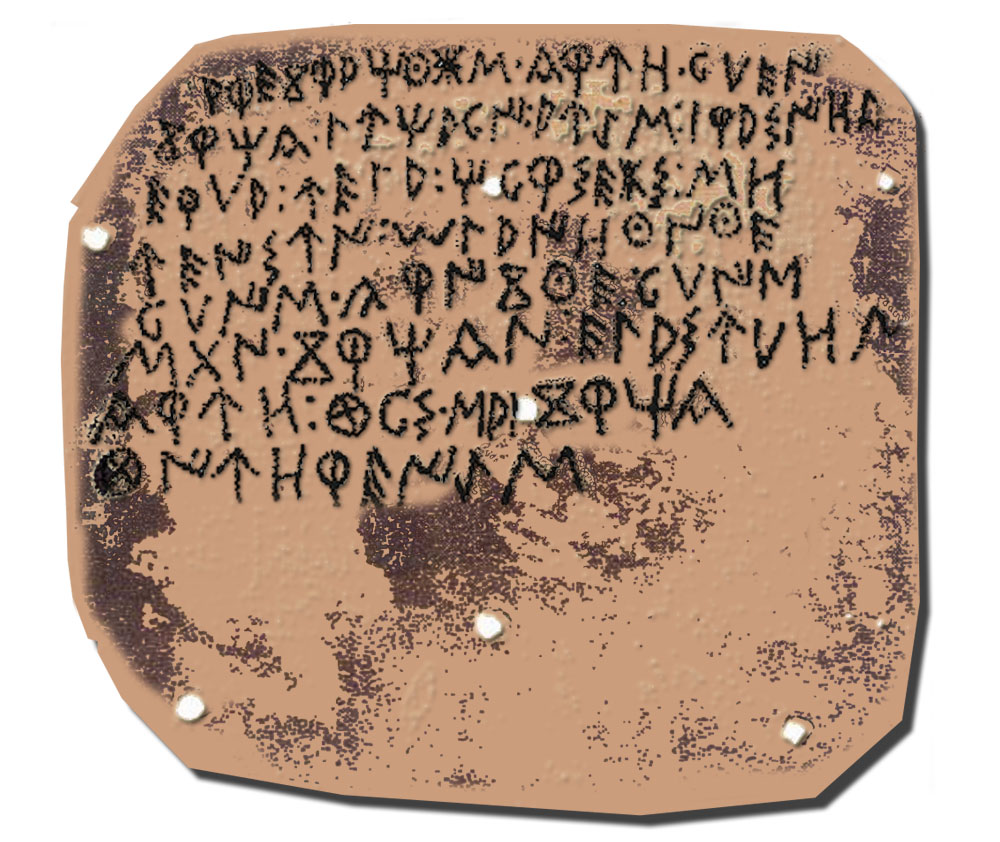
Bronce de Luzaga.

Hospitium era la denominación que los romanos dieron, en la historia antigua de la península ibérica, a una institución social celtíbera derivada de la obligación de ofrecer hospitalidad a los extranjeros, que no sólo debían ser recibidos amistosamente, sino que tal recibimiento otorgaba prestigio al hospedador, de modo que se competía por alojar a los extranjeros. Pertenecía al mismo entorno institucional que la devotio y la clientela
Solemnizado como pacto de hospitalidad, el hospitium permitía adquirir los derechos de un grupo gentilicio a otros grupos o individuos. No se trataba de un acto de adopción; las partes actuantes contraían derechos mutuos sin que la personalidad propia se perdiera. Los contrayentes del hospitium se convertían en huéspedes (hospites) mutuos. El pacto de hospitalidad se solía acordar en un documento denominado tésera de hospitalidad, una lámina de metal recortado con distintas formas (dos manos entrelazadas o la silueta de animales), que quizá tenían un significado religioso. Se supone que el hospitium, inicialmente, se acordaba en plano de igualdad; aunque el proceso de jerarquización social y económica lo fue convirtiendo en un contrato de dependencia.
De entre los ejemplos descubiertos, el más famoso es el Bronce de Luzaga, que registra un hospitium entre las ciudades de Arecoratas y Lutia, al que probablemente se sumaban las gentilitates Belaiocum y Caricon.
Conceptualmente es similar a la institución grecorromana denominada progenia (προξενία).
No debe confundirse con la institución romana denominada hospitalitas.
De la palabra latina hospitĭum deriva la castellana hospicio.
Diodoro Sículo señala la hospitalidad como un rasgo sobresaliente entre las costumbres de los celtíberos:

Los celtíberos son crueles con sus enemigos y adversarios, pero con los extranjeros se comportan muy dulce y amablemente.
Todos ruegan a los extranjeros que tengan a bien hospedarse en sus casas y rivalizan entre ellos en la hospitalidad. Aquellos a quienes prestan servicio los extranjeros gozan de gran predicamento y se les llama amados de los dioses.

## En la cultura popular
La noción de hospitium u hospicio, así como la tésera antes aludida, han sido abordadas por la canción Hospitium de la banda de folk metal española Salduie, en su álbum del año 2016, Belos.